# Учами (река)

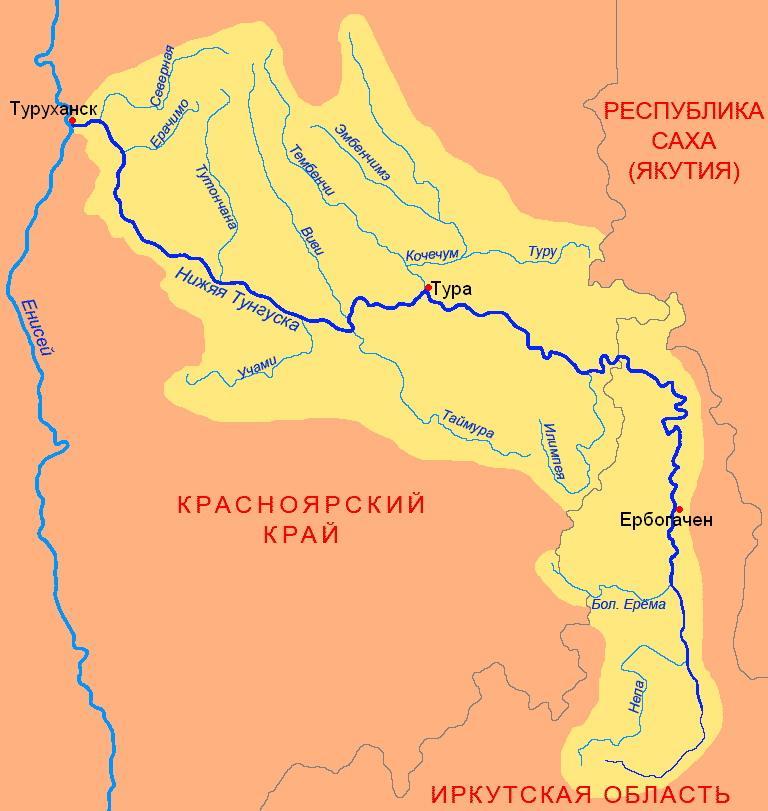
Бассейн реки Нижняя Тунгуска с притоком Учами.

Учами — река в России, протекающая на западе Восточной Сибири, левый приток Нижней Тунгуски.
Находится в Эвенкийском районе Красноярского края. Длина реки составляет около 466 км. Площадь водосборного бассейна — 21000 км². Протекает в широкой долине по Среднесибирскому плоскогорью. Река замерзает в октябре и остаётся под ледяным покровом до мая. Питание снеговое и дождевое.
Основные притоки: Бирамба, Вэтэтэ — справа, Тэрэ — слева.

## Данные водного реестра
По данным государственного водного реестра России относится к Енисейскому бассейновому округу.
Код объекта в государственном водном реестре — 17010700312116100088056.